# DEK (firma)
DEK je skupina společností, které se zabývají dodávkami materiálů a služeb pro stavebnictví v České a Slovenské republice. 

## Struktura společnosti
Společnost DEK a.s. je holdingová firma skupiny DEK, která ovládá všechny dceřiné společnosti a zabezpečuje pro ně servisní činnosti ekonomické, IT, personální, marketingové či provozní povahy. V současné době se pod skupinu DEK řadí 3 obchodní společnosti – DEK stavebniny Česká republika, DEK stavebniny Slovenská republika, Argos elektro, dále 3 výrobní společnosti – BEST, DEKMETAL a DEKWOOD a 5 společností, které se zaměřují na služby – Ateliér DEK, ÚRS, GSERVIS, First Information Systems a Callida.

### Stavebniny DEK
Stavebniny DEK a.s. jsou největší společností skupiny DEK. Firma se zabývá obchodem se stavebními materiály a poskytováním služeb s prodejem stavebních materiálů souvisejícími, např. technické poradenství, míchání omítek a barev, provoz půjčoven strojů a nářadí, pronájem klempířských dílen apod.
Firma působí v České republice, kde má více než 90 poboček, ale také na Slovensku (19 prodejen). Byla založena v r. 1993 Vítem Kutnarem, který je v současné době jejím statutárním ředitelem a zároveň generálním ředitelem mateřské společnosti DEK a.s.

## Historie
V roce 1993 založil Vít Kutnar první společnost skupiny DEK. Se svými spolužáky Jindřichem Horákem a Ondřejem Hrdličkou začali prodávat asfaltové pásy. Rok poté vznikla v Ostravě první pobočka firmy, na trh se uvedli vlastní značky modifikovaných asfaltových pásů ELASTEK a GLASTEK. 
- V r. 1995 se společnost postupně stala komplexním dodavatelem stavebně izolačních materiálů.
- V r. 1998 vzniklo samostatné středisko Atelier stavebních izolací, které přebralo veškeré konzultační a poradenské služby. O 5 let později firma rozšířila svou působnost o nový výrobní závod DEKMETAL.
- V r. 2013 byla ve Vestci u Prahy postavena první moderní prodejna se systémem odbavení zákazníků. Na prodejnách začaly být zřizovány půjčovny strojů a nářadí.
- 2015 – poprvé vydán katalog Stavebnin DEK. Rozšíření sítě prodejních míst: 59 prodejen v Česku a 16 na Slovensku.
- 2016 – vstup na trh elektroinstalačního materiálu. DEK získal společnost ARGOS ELEKTRO, a.s.
- 2018 – novou společností holdingu DEK se stala společnost ÚRS CZ a.s.
- 2019 – začátkem března byl v prodejnách Praha Hostivař a Trutnov zahájen nový projekt – prodej pro řemeslníky DEK Expres.
- 2020 – otevření 5 nových prodejen Stavebnin DEK a zavedení bezkontaktního prodeje DEK Drive, otevření 2 nových výrobních závodů společnosti DEKWOOD a dokončení akvizice firmy First information systems s.r.o.